# Jean-Louis Girod de l'Ain
Pour les articles homonymes, voir Girod et Girod de l'Ain.
Jean-Louis, baron Girod de l'Ain, né à Cessy, dans l'Ain, le 8 juillet 1753, mort à Versoix, en Suisse, le 20 août 1839, est un magistrat et homme politique français.

## Biographie
Il est issu d'une famille bourgeoise originaire de la région de Gex dont les membres sont apparentés à toutes les familles notables de la région (Emery, Rouph de Varicourt, Balleydier, Matherot, Borssat d'Hauterive, Masson d'Autume, Duval...)
Il hérite de son oncle Jean-Charles le titre de châtelain de Gex. En épousant Louise Fabry, il obtient la charge de lieutenant de police de Gex, détenu par Louis-Gaspard Fabry, puis devient juge au bailliage de Gex, avant d'être nommé maire de cette ville par Louis XVI en 1780. Il demeure à ce poste jusqu'en 1791.
Sous la Révolution, il est élu en 1791 président du tribunal de district de Nantua. Toutefois, accusé de modérantisme sous la Terreur, il est emprisonné au fort de Pierre-Châtel ; il allait être conduit à Lyon pour y être jugé quand le 9-Thermidor le délivre, et il reprend ses fonctions municipales.
Le 24 vendémiaire an IV (15 octobre 1796), sous le Directoire, il est élu député de l'Ain au Conseil des Anciens par 200 voix sur 244 votants. C'est à cette époque qu'il décide d'accoler à son nom de famille celui de son département d'origine (comme cela était l'usage dans les assemblées où plusieurs députés portaient le même nom). Le 17 fructidor an IV (3 septembre 1796), il s'oppose au projet de vente des biens nationaux de Belgique. En vendémiaire an V, il fait approuver la résolution de faire payer les rentiers, pour soulager le Trésor, un quart en numéraire du dernier semestre de l'an IV. Quelques jours plus tard, le 16 vendémiaire (7 octobre 1797), il démontre que l'on devrait affecter le produit des biens nationaux invendus à l'entretien des hospices. Le 30 prairial an V (18 juin 1798), il fait rayer Imbert-Colomès de la liste des émigrés.
Le 23 germinal an VII (12 avril 1799), Girod se fait élire au Conseil des Cinq-Cents. Dans cette assemblée, comme dans la précédente, il fait de nombreux rapports et discours sur la liquidation des dettes des Jésuites, sur la réunion de Genève à la France, sur les améliorations à apporter au régime des douanes, sur l'aliénation des immeubles des hospices, sur l'impôt du sel, sur les fabriques d'horlogerie de Besançon, etc.
Favorable au coup d'État du 18 Brumaire, il est nommé par le Sénat conservateur député de l'Ain au Corps législatif le 4 nivôse an VIII (25 décembre 1799). Il en est président du 22 mars au 6 avril 1803. Le département du Léman le choisit, le 12 pluviôse an XII (2 février 1804), comme candidat au Sénat conservateur, mais il ne peut obtenir ce siège. Toutefois, le 4 frimaire an XII (26 novembre 1803), il reçoit la Légion d'honneur. Le 28 septembre 1807, il est nommé conseiller-maître à la Cour des comptes. Créé chevalier de l'Empire le 26 avril 1808, il est élevé à la dignité de baron d'Empire le 28 mai 1809.
Appelé, pendant les Cent-Jours, aux fonctions de président du tribunal de première instance de Paris, il recouvre son siège de député de l'Ain le 20 octobre 1818 (par 257 voix sur 453 votants et 647 inscrits) et devient secrétaire de la Chambre, où il siège parmi les libéraux constitutionnels. Il fait partie de la commission chargée de préparer un projet de loi sur la réforme du jury, parle sur le droit de pétition et sur le projet de loi électorale. Mais, deux ans plus tard, son infirmité et son grand âge le contraignent à se retirer de la vie politique. Prenant sa retraite, il obtient le titre de maître des comptes honoraire et meurt à l'âge de 86 ans.

## Famille
Il épouse Louise Claudine Armande Fabry, fille de Louis-Gaspard Fabry, subdélégué de l'intendant de Dijon, chevalier de l'ordre du roi, en 1780.
Ils ont quatre fils :
- Amédée, 2e baron Girod de l'Ain (1781-1847), sans postérité
- Marie François Gabriel (1783-1846), officier de marine puis propriétaire, chevalier de la Légion d'honneur et de Saint-Louis, marié en 1819 à Marie Pierrette Émilie Mégard de Versoix dite baronne Émilie Girod de l’Ain (1800-1881)[3], d'où deux enfants :
  - Marie Louise Octavie (1820-1864), sans postérité
  - (Jean Marie) Léon, 3e baron Girod de l'Ain (1824-1854), sans postérité
- Marc (1788-mort en Espagne en 1807)
- Félix, 4e baron Girod de l'Ain (1789-1874), général de brigade, commandeur de la Légion d'honneur, chevalier de Saint-Louis, député de l'Ain (1832), épouse sa cousine Marie Fabry (en 1818), d'où cinq enfants dont:
  - Édouard, 5e baron Girod de l'Ain (1819-1906), Maître des requêtes au Conseil d'État, député de l'Ain (1865-1870), dont :
    - Amédée Girod de l'Ain (1852-1939)
    - Maurice Girod de l'Ain (1854-1952) dont postérité (dont Bertrand Girod de l'Ain et Alix Girod de l'Ain).